# Dulce enemiga
Dulce enemiga es una telenovela venezolana realizada por Venevisión. Estuvo protagonizada por Gigi Zanchetta y Guillermo Dávila, con las participaciones antagónicas de Natalia Streignard y Yolanda Méndez, las actuaciones estelares de  Rosita Vásquez, Adolfo Cubas y Yajaira Orta además de la participación especial de Raúl Amundaray.

## Trama
Para la bella Victoria Andueza, el amor y el odio se mezclan hasta no poder diferenciarlos mientras las circunstancias la fuerzan a convertirse en la más feroz enemiga del único hombre que amó. 
Mientras Victoria se encuentra realizando sus estudios en Italia, su padre, don Antonio Andueza, se ve involucrado en negocios fraudulentos en la empresa que administra. Cuando uno de sus empleados, Julio César Guerrero, descubre que don Antonio ha estado malversando millones, hace pública la información, y el escándalo causa un ataque al corazón de Antonio. 
Victoria, quien acaba de regresar de Europa, se reúne con su padre justo en el momento de su muerte. Sin embargo, la joven no solo desconoce por completo la verdad de lo sucedido, sino que está convencida de que hubo injusticias contra su padre. Todo lo que sabe es que murió producto de una disputa con un tal Julio César Guerrero, del cual jura vengarse. 
El plan para vengarse de Julio César es sencillo: ganarse su amor y su confianza, descubrir sus puntos débiles y entonces arruinar su vida y su reputación, como él hizo con su padre. Para lograr esto, Victoria es capaz hasta de casarse con Julio César bajo una identidad falsa. Así pues, armada con una completa gama de documentos falsos para respaldar su nueva identidad, Victoria se prepara para conquistar a Julio César, cosa que consigue en muy poco tiempo. 
Julio César pronto se enamora de Victoria y los dos comienzan a preparar su boda, pero el plan de Victoria fracasa: después de hacerle un gran daño a Julio César, la joven descubre que el profundo odio que siente hacia él se ha convertido en un amor incontrolable. A su vez, él descubre la verdadera identidad de ella y se ve obligado a contarle la verdad sobre la muerte de don Antonio. Ella reconoce su error, pero ya es muy tarde para las disculpas: ahora es Julio César quien busca venganza, y no demuestra compasión en obtenerla. 
A pesar de sus verdaderos emociones, Victoria y Julio César están destinados a ser enemigos, y aún deben experimentar muchos momentos dolorosos antes de sucumbir finalmente al apasionado amor que los une.

## Elenco
- Gigi Zanchetta como María Victoria Andueza Santacruz de Guerrero "Vicky"
- Guillermo Dávila como Julio César Guerrero
- Natalia Streignard como María Laura Andueza Santacruz / María Laura Andueza Cardozo
- Aroldo Betancourt como Armando Ciano
- Elizabeth Morales como María del Socorro Palacios "Coco"
- Eduardo Luna como Víctor Manuel Visantein Guerrero
- Belén Marrero como Minerva Cardozo
- Carolina López como Magaly
- Yajaira Orta como Alma Santacruz de Andueza
- Adolfo Cubas como Ulises Romano

Actores Invitados
- Raúl Amundaray como Antonio José Andueza Ontiveros
- Umberto Buonocuore como Nino Ciano

Actriz Invitada
- Rosita Vásquez como Natalia Gutiérrez

Con Las Primeras Actrices
- Yolanda Méndez como Rosaura Guerrero (Rosario)
- Olga Castillo como Toribia
- Nury Flores como Moncha
- Helianta Cruz
- Cristina Reyes como Corina de Guerrero
- María Escalona como Mamá Pita
- Cristina Ovin como Lola Guerrebere “La Sabrosona”

Con Las Actuaciones Estelares de
- Estrella Castellano como Pipina de Monteverde (esposa de Alfonso)
- Olga Henríquez como Antonia Barrios
- María Elena Coello como Luisita Josefina
- Jennifer Rodríguez como María Lucía Andueza Santacruz
- Lisbeth Manrique como Fabiola
- Leidymar Sifuentes como Claudia Gabriela Guerrero
- Kalena Díaz como Ángela

Con Los Primeros Actores
- Rodolfo Drago como Dr. Daniel Urbaneja
- Gonzalo Velutini como Enrique Ocampo
- Orángel Delfín como Padre Pancho
- Orlando Casín como José María
- Henry Salvat como Alfonso Monteverde
- Eliseo Perera como Ramón

Y Las Actuaciones Especiales de
- Miguel Ángel Pérez como Comisario Idrogo
- Luis Malave como Felipe (el Chofer)
- Carlos D'Arco como José Ignacio "Nacho"
- Humberto Tancredi Jr. como Manuel
- Yamandu Acevedo como Rodrigo
- Asdrúbal Blanco como Toñito Andueza Santacruz
- Jorge Aravena como Manuel Carnero "Manolo"
- José Ángel Ávila como Samuel
- Ana Martínez como Marta
- Felipe Mundaraín
- Frank Méndez
- Luis Pérez Pons como Detective Narciso Columbo
- José Gregorio Albornóz
- Israel Maranatha como Edgar
- Patricia Oliveros como Amarilis
- Ivonne Conte como Mariana Ciano
- Zoraida Adamés
- Kelly Hernández
- Isabel Vegas comno Virginia
- Osmeida Vano
- Jenny Rodríguez
- Jenny Valdés como Amparo
- Cristina Barrios
- Janeth Arguinzonez
- Emiliano Urdaneta
- Gabriel Muratti como Ricardo “Trinquetillo”
- Mizume Fagundez
- Tugomir Yépez
- Miguel Ángel Nieto
- Nelson Blanco
- Francisco Conte
- Rosángel Querales
- Luis Gerónimo Abreu como Julio César
- Gloria Martín
- Ingrid Vidal
- José Rivas
- Ángel Espina como Monzón
- Vanessa Torres
- Félix Melo
- Óscar Urdaneta
- Guillermo Villalobos como Gustavo
- Gaspar González como Dr. Otto
- María Nieves Medina
- Lilian Sergent
- Antonio Espaces
- Jennyfer Planchart

Y Los Niños
- Greynelly Arocha como Claudia Gabriela Guerrero (niña)
- Poupe Lamata como Marivic Guerrero Andueza
- Luis Bascaran como Papito
- Elizabeth López como Andreína Pérez

Participacion Especial de
- Omar Omana como Sr. Escalante
- Mario Brito

## Ficha de producción
- Original: Valentina Párraga
- Libretos: Daniel Alvares, Óscar Urdaneta, Yolanda Ahumada, Gabriela Domínguez

- Tema principal: Dulce Enemiga

- Intérprete: Guillermo Dávila
- Maquillaje: Luisa Marcano
- Vestuario: José Luis Melean
- Música original: Luis Emilio Mauri
- Musicalizador: Óscar García Lozada
- Decoración: Francisco Pérez
- Escenografía: Ramón Mendoza, Juan de Freitas
- Dirección de arte: Raúl de La Nuez
- Edición de montaje: José Guillén, Carlos García
- Asistente de arte: Carlos Sánchez, Brixaida Romero
- Scripts: Elena Salcedo, Alejandra Parra
- Dirección de producción: José R. De La Cortera
- Dirección de exteriores: Omar Hurtado, Arturo Páez, Ramón Tovar, Luis Fernando Gaitán
- Producción exteriores: Miguel Ángel Rodríguez, Roberto Navarro
- Equipo de producción: Daivi González, Gustavo Adolfo Bustillos, Cinthia Pérez
- Producción estudio: Delia Berbin
- Productor de posproducción: Alberto Riobueno
- Director de posproducción: Luis Ramírez
- Diseño gráfico: Jesús Ovidio Martínez
- Ilustración digital: Heberth Zúñiga
- Producción general: Sandra Rioboo
- Producción ejecutiva: Marisol Campos
- Dirección de producción: Arquímedes Rivero
- Director general: Rafael Gómez